# Nilo Martins Guimarães
Nilo Martins Guimarães (Mogi das Cruzes, 4 aprile 1957) è un ex cestista brasiliano.

## Carriera
Con il Brasile ha disputato i Giochi olimpici di Los Angeles 1984, due edizioni dei Campionati mondiali (1982, 1986) e i Campionati americani del 1984.